# Károlyi

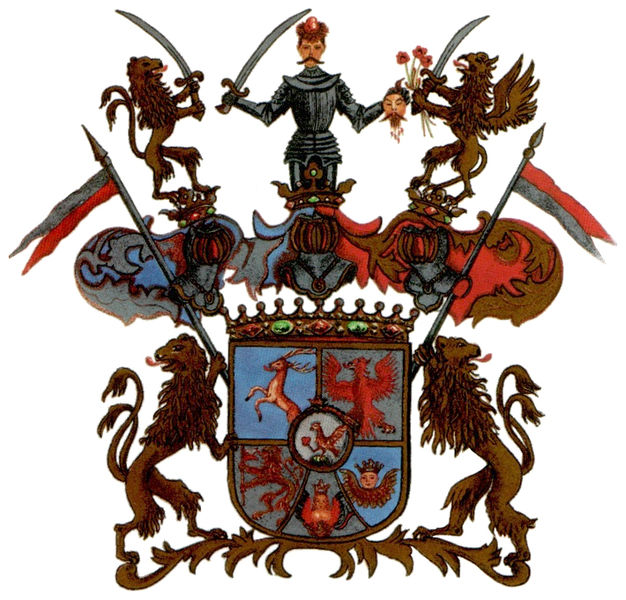
Wappen der Károlyi von Nagykároly (Nagy Iván: „Magyarország családai czimerekkel“, 1859)

Das Geschlecht Károlyi von Nagykároly gehört zu den ältesten ungarischen Adelsfamilien.

## Geschichte
Die Károlyis führen sich legendär auf den ungarischen Stammesfürsten Kund zurück, einen der sieben Heerführer der Magyaren zur Zeit der Landnahme. Nachweisbar entstammt sie im 13. Jahrhundert der Familie Kaplon, die bis in die Zeit von Árpád zurückreichen soll und auf die sich auch andere Adelsgeschlechter mit demselben Stammwappen zurückführen (wie die Bagossy, Csomaközy, Vaday, Vetéssi). Ladislaus und Andreas Károlyi waren um 1380 Urenkel des Johann von Kaplyon.
Ihr Stammsitz war das in Oberungarn jenseits der Theiß im Sathmarland gelegene Schloss Károlyi in Nagykároly (heute Carei, Rumänien). Die dortige Burg erbaute ab 1482 László Károlyi Lancz.
Das ungarische Baronat erhielt Michael Károlyi im Jahre 1609, den ungarischen Grafenstand dessen Enkel Alexander Károlyi 1712.

## Namensträger
Bekannte Familienmitglieder sind:
- Susanna Károlyi († 1622), erste Gemahlin des Gabriel Bethlen, Fürst von Siebenbürgen
- Alexander Károlyi (1669–1743), Kuruzzen-General im Freiheitskampf gegen die Habsburger
- Franz Károlyi (1705–1758), ungarischer Feldmarschall
- Anton Károlyi  (1732–1791), General und Feldzeugmeister des Goldenen Vlieses
- István Károlyi (1797–1881), Kunstsammler und Mäzen
- Ladislaus Károlyi (1824–1852), k. k. Linienschiffkapitän, Kommandant der Fregatte Novara
- Alajos Károlyi (1825–1889), Botschafter in Berlin und London sowie Bevollmächtigter auf dem Berliner Kongress
- Julius Károlyi (1837–1890), ungarischer Magnat und Parlamentarier
- Victor Károlyi (1839–1888), ungarischer Magnat und Parlamentarier
- Tibor Károlyi (1843–1904), ungarischer Politiker und Präsident des Magnatenhauses
- Gyula Károlyi (1871–1947), ungarischer Politiker und Ministerpräsident
- Mihály Károlyi (1875–1955), ungarischer Politiker und Ministerpräsident
- Julian von Károlyi (1914–1993), Pianist

Stammsitz war lange Zeit Nagykároly im Komitat Szatmár (im heutigen Rumänien), wo László Károlyi Lancz 1482 die Burg erbaute. Zu den weiteren dortigen Besitzungen gehörte Erdőd, wo Sándor Károlyi zwischen 1727 und 1730 die Burg zum Schloss umbaute.
Später wurde die Familie auch ansässig in Zemplén (die Burg ist heute eine Ruine), in dem 1808 erworbenen Fót und ab 1834 in Fehérvárcsurgó. Von den Pálffy erbten sie die Burg Ballenstein und das Schloss Stampfen in Stupava unweit von Preßburg, die sie bis 1945 besaßen.

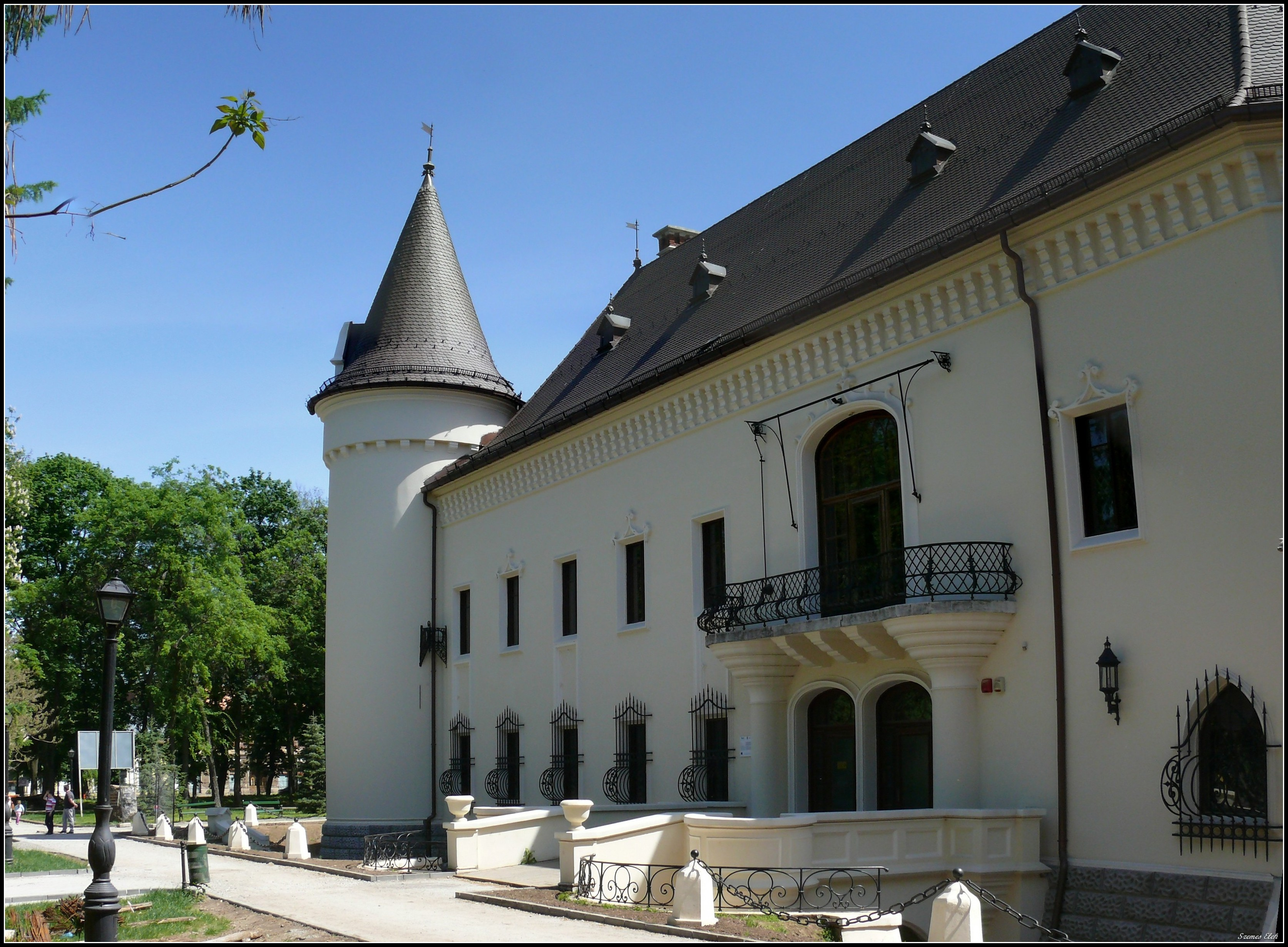
Schloss Nagykároly (heute Rumänien)
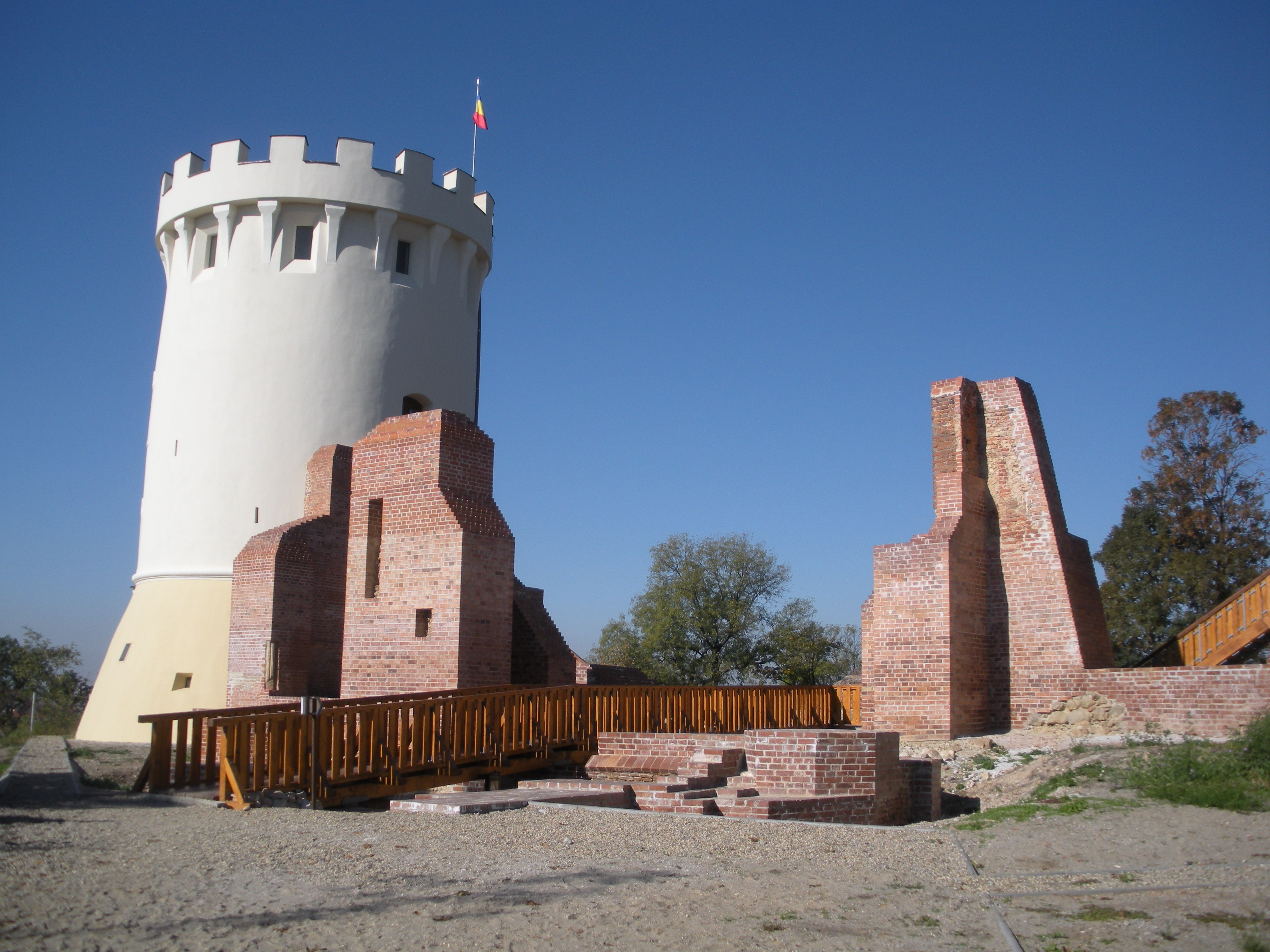
Burgruine in Erdőd (heute Rumänien)
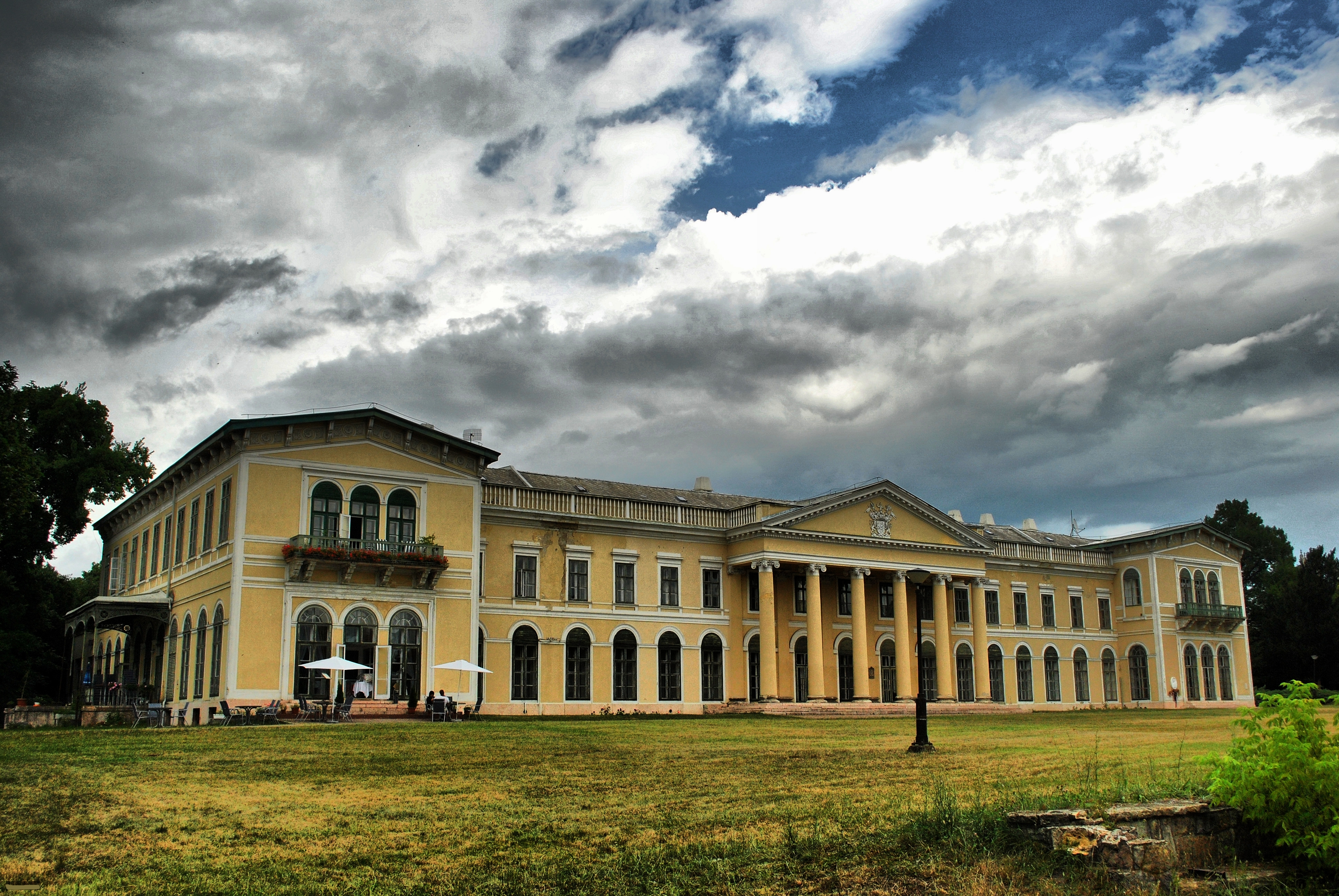
Schloss Fót, Ungarn,
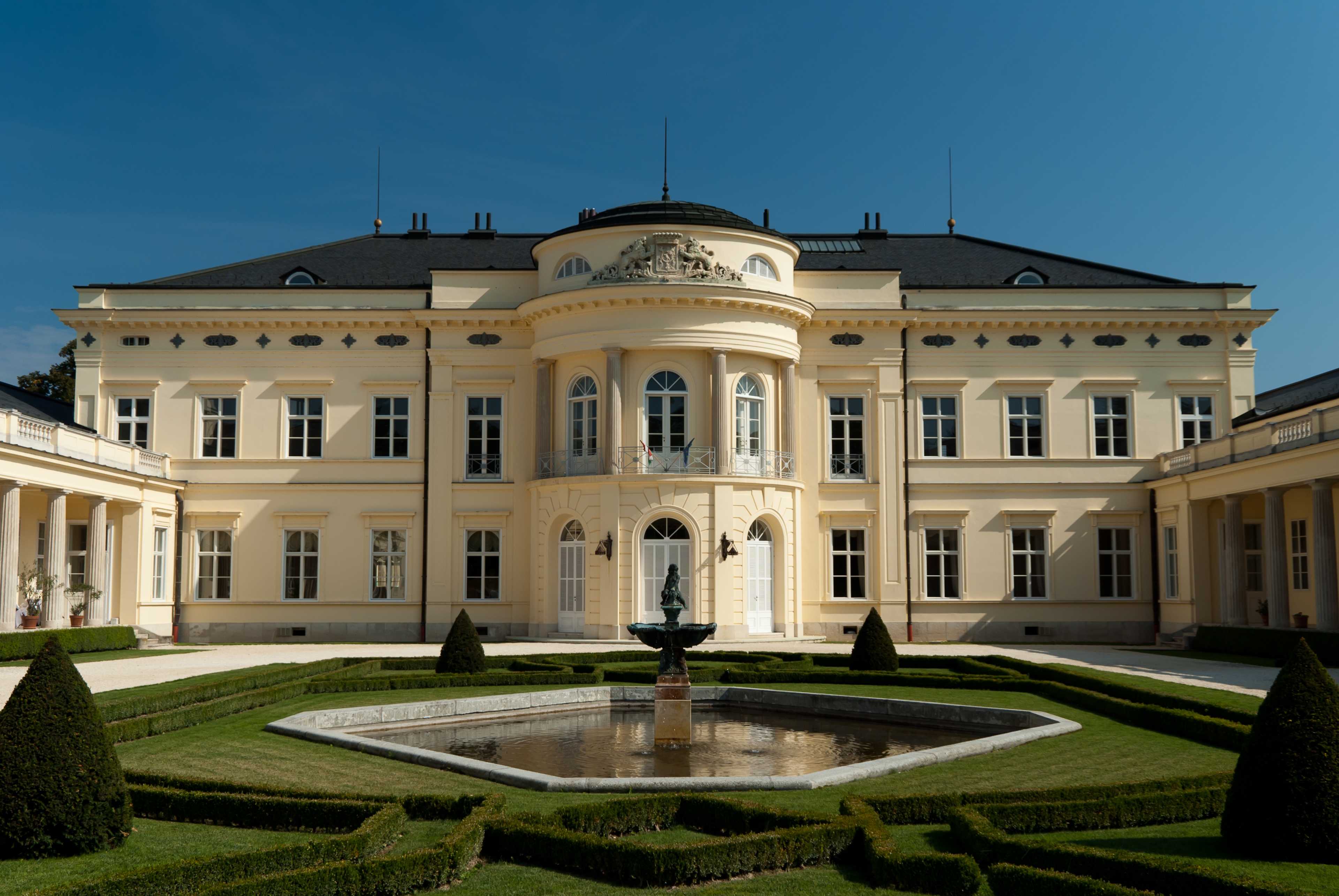
Schloss Fehérvárcsurgó, Ungarn
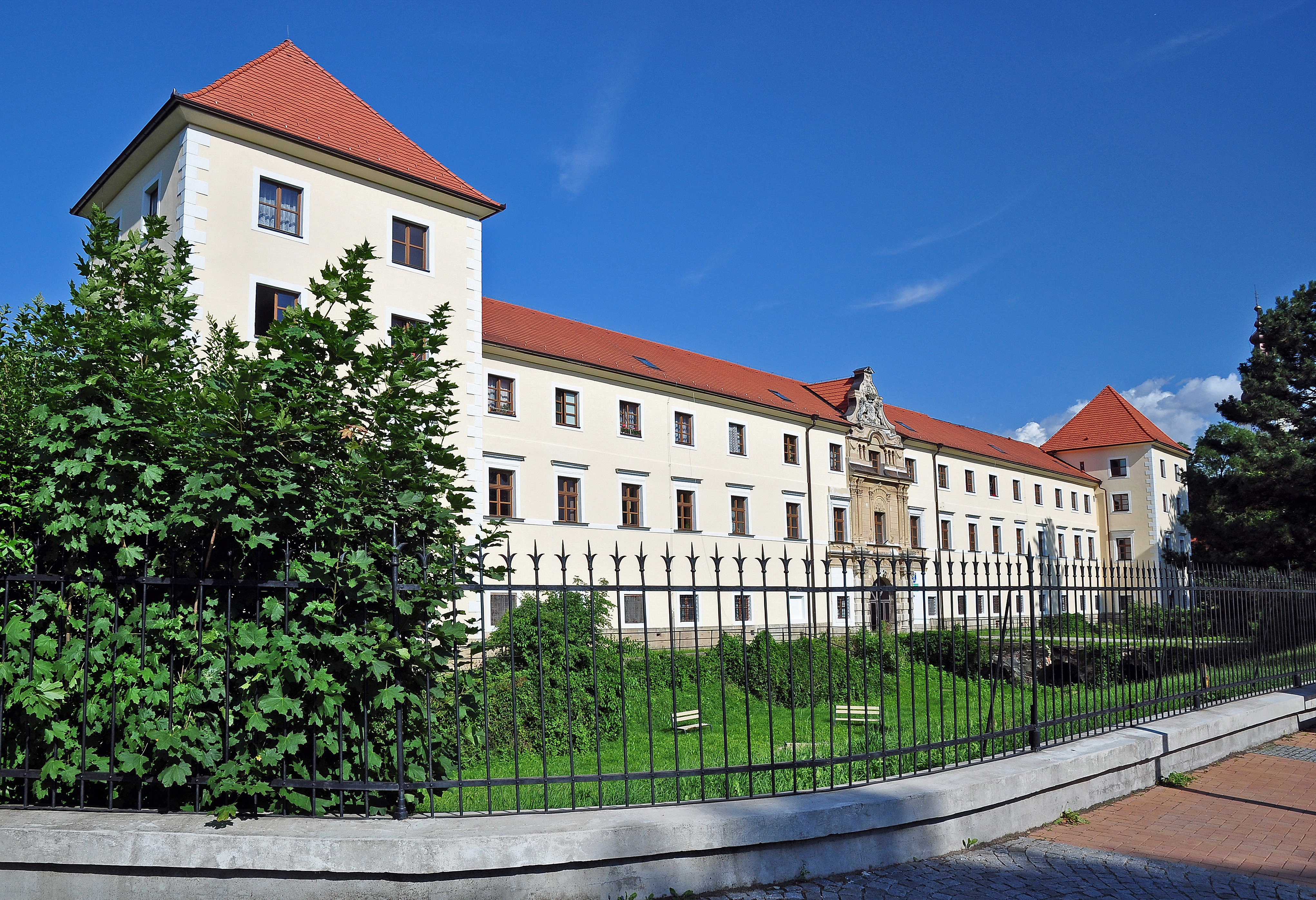
Schloss Stupava (Stampfen), heute Slowakei

## Wappen

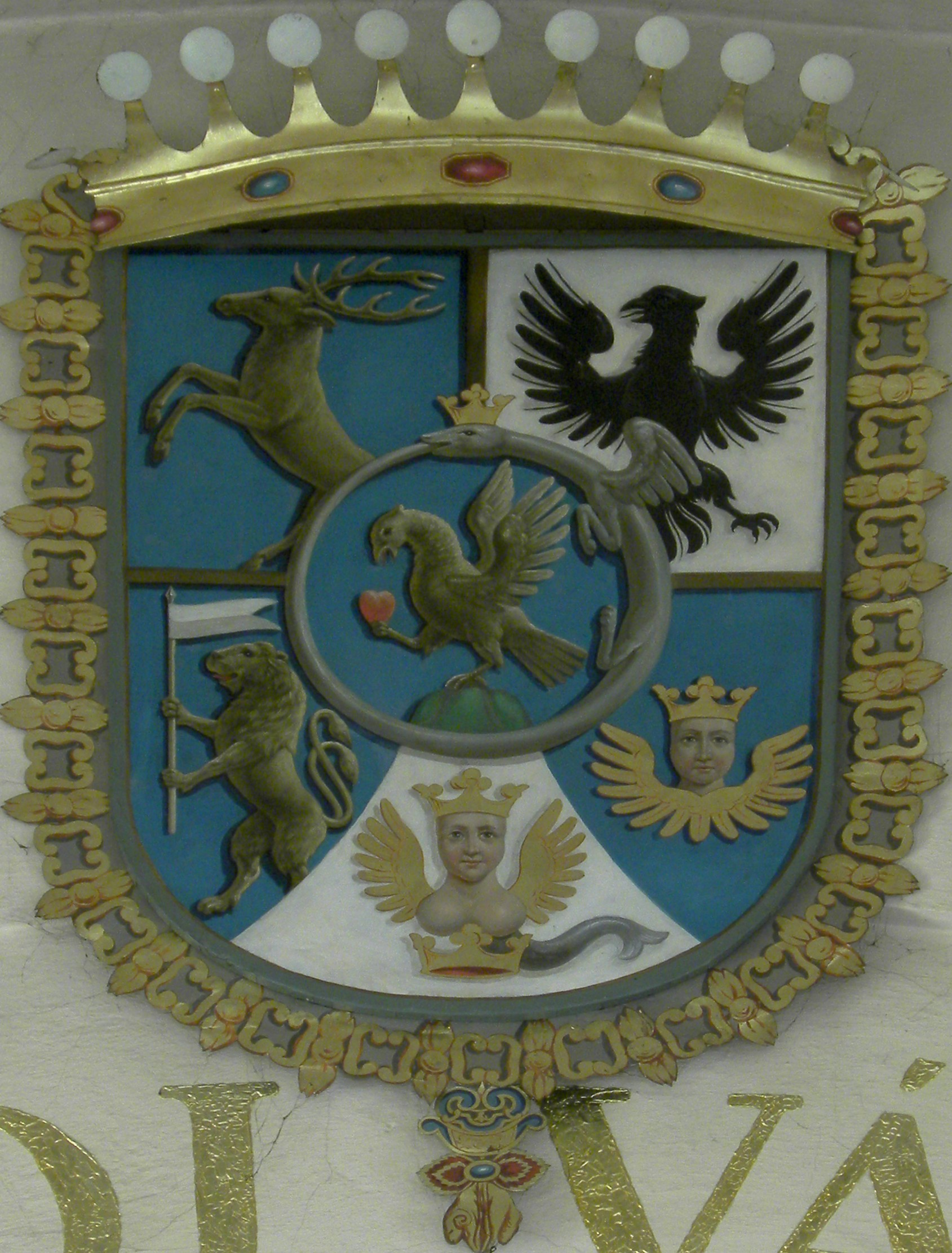
Gräfliches Wappen (St. Peter and Paul, Záhorská Bystrica, Bratislava)

Stammwappen: In Blau auf grünem Hügel (auch auf einem Dreiberg) ein flugbereiter Geier, in der erhobenen Rechten ein rotes Herz haltend (auch den Schnabel in das Herz zu hacken scheinend).
Gräfliches Wappen: Geviert mit dem Stammwappen als Mittelschild und mit eingepfropfter silberner Spitze, worin auf goldener Blätterkrone, zwischen wechselweise geteiltem offenem Flug, ein gekröntes Meerweib ist; Feld 1 in Blau ein aufspringender Hirsch; 2 in Silber ein gewaffneter Adler; 3 in Blau ein doppelschwänziger goldener Löwe, mit den Vorderpranken ein weiß-rot geteiltes, links abflatterndes Banner haltend; 4 in Blau ein golden geflügelter, gekrönter Engelskopf. – Drei Helme: I. Doppelschwänziger goldener Löwe, in der erhobenen Rechten einen Krummsäbel mit goldener Parierstange haltend; Decken: blau-gold. – II. Geharnischter Mann wachsend, mit Eisenhelm samt drei roten Straußenfedern, in der erhobenen Rechten einen Krummsäbel mit goldener Parierstange, in der gleichfalls erhobenen Linken einen von der Schnittfläche des Halses blutenden Türkenschädel haltend; Decken: blau-gold. 3 ein Greif mit Krummsäbel in der Rechten u. drei roten Rosen in der Linken; Decken: rot-silber. Schildhalter: Je ein doppelschwänziger, auswärtsschauender goldener Löwe, in der erhobenen Linken (Rechten) ein unter goldener Lanzenspitze rückwärts abflatterndes weiß-rot (bzw. rot-weiß) geteiltes, zweizipfliges Banner haltend.
Bei der Wappenverleihung im Zuge der Grafenstandsverleihung von 1712 wurde auch eine Krone verliehen, die als diadema imperialis, also als kaiserliche Krone, beschrieben wurde. Der Wappenmaler war möglicherweise überfordert jedenfalls setzte er dies im Diplom derart um, dass er einer modernen neunperligen Grafenkrone noch zwei weitere Perlen hinzufügte. Seit damals führen die Károlyi unbeanstandet diese ungewöhnliche Krone.